# Festung Stettin

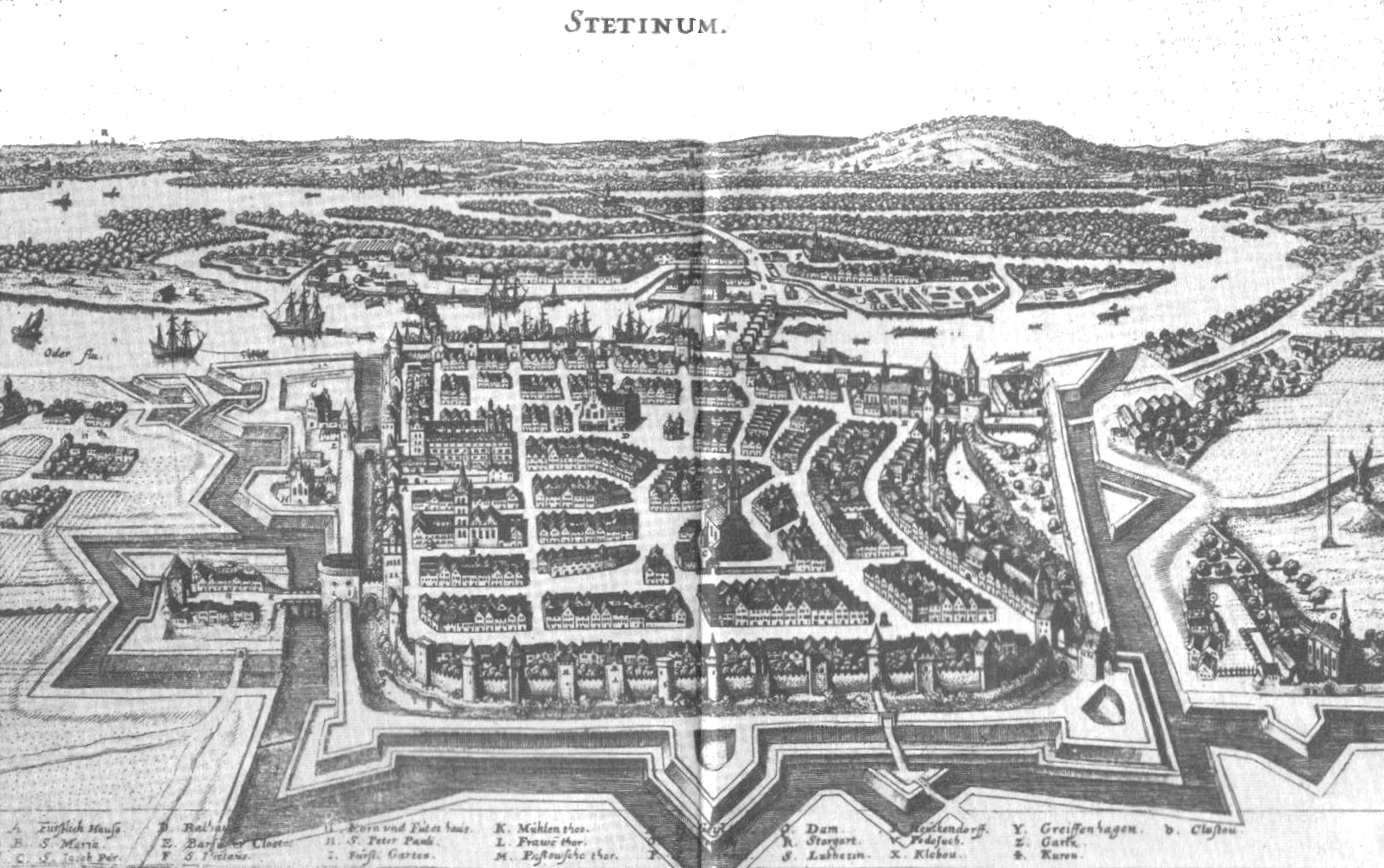
Die zur Festung ausgebaute Stadt Stettin 1642

Karte der Festung Stettin (um 1820)

Festung Stettin nennt man den festungsartigen Ausbau der Stadtmauer von Stettin.

## Geschichte
Am Ende des Dreißigjährigen Krieges erhielt Schweden im Westfälischen Frieden eine an der Südküste der Ostsee das sogenannte Schwedisch-Pommern. Dies nutzte es als strategischen Brückenkopf für seine Hegemonialstellung im Ostseeraum und zur Ausweitung schwedischer Besitzansprüche nach Süden. Entsprechend baute es die Stadtmauer von Stettin Zug um Zug festungsartig aus. Stettin war für beide Vorhaben bedeutungsvoll, weil es zum einen von der Ostsee angelaufen werden konnte, zum anderen aber durch die Kontrolle der Odermündung bis tief ins brandenburgische Land wirkmächtig war. Daher bildete die Festung eine latente Bedrohung Brandenburgs.
Im Schwedisch-Brandenburgischen Krieg kam es daher im August 1676 zur Belagerung von Stettin. Die Brandenburger mussten ihre schlecht vorbereiteten Bemühungen um die Stadt schon am 16. November 1676 einstellen und in die Winterquartiere zurückkehren. Anfang Juli 1677 setzten sie die Belagerung fort. Diesmal führte ein sechsmonatiger Dauerartilleriebeschuss zum Erfolg und die Schweden ergaben sich am 26. Dezember 1677. Mit dem Fall der Festung Stettin konnte am 6. Januar 1678 Kurfürst Friedrich Wilhelm feierlich in das Stettiner Schloss einziehen. Durch diesen Gewinn und auch durch die erfolgreiche Belagerung von Stralsund 1678 war den Schweden der strategische Brückenkopf an der Südküste der Ostsee genommen. Doch musste Friedrich Wilhelm 1679 im ungünstigen Frieden von Saint-Germain alle in Schwedisch-Pommern eroberten Gebiete bis Ende des Jahres an Schweden zurückgeben. Schweden sollte den Grenzvertrag von 1653 umsetzen, wonach es auf die auf dem rechten Oderufer gelegenen Landstreifen, ausgenommen Damm und Gollnow, zu Gunsten Brandenburgs verzichten sollte. Schweden verzichtete auf die Erhebung von Seezöllen an der Odermündung. Bei der Vertragsunterzeichnung soll der ergrimmte brandenburgische Kurfürst Friedrich Wilhelm « Exoriare aliquis nostris ex ossibus ultor! » (deutsch: „Rächer, erstehe du mir einst aus meinen Gebeinen!“) geäußert haben, ein Zitat aus der Aeneis von Vergil. Und wirklich, sein Enkel, Friedrich Wilhelm I. setzte die Ambitionen seines Großvaters zum Erwerb der Festung fort. So kam es im Großen Nordischen Krieg 1713 zur zweiten erfolgreichen Belagerung der Festung durch die Preußische Armee und diesmal fiel im Frieden von Stockholm 1720 die Festung endgültig an Brandenburg-Preußen.
Friedrich Wilhelm I. ließ zur Sicherung gegen die See- und Oderseite der Festung so unter anderem Fort Wilhelm, Fort Leopold, Fort Preußen, sowie zur Verewigung seines Triumphes das Berliner Tor und das Königstor in der Fortifikation errichten, die sich bis heute erhalten haben. Durch die Verlegung des Infanterieregiments No. 7 erhielt Stettin eine starke preußischen Garnison. Dennoch kapitulierte die Festung 1806 im Krieg mit Frankreich, anders als das später belagerte Kolberg, kampflos von den Franzosen, die Stettin anschließend bis 1813 besetzt hielten.
Als es in der Industriellen Revolution zur Urbanisierung Vorpommerns kam, und der enge Festungsgürtel die weitere Entwicklung der Stadt hemmte, wurde dieser 1875 geschleift und 1900 auf dem Gelände des Fort Leopolds die Hakenterrasse errichtet. Gegen Ende des Zweiten Weltkriegs konnte die Erklärung Stettins im März 1945 zur „Festung“ die Eroberung durch die Rote Armee nicht verhindern.

## Preußische Gouverneure und Kommandanten

### Gouverneure
- 1678 Ernst Gottlieb von Börstel Oberst, später Magdeburg
- 1672 Adrian Bernhard von Borcke, Generalfeldmarschall
- 1741 Christian August zu Anhalt-Zerbst, Generalfeldmarschall
- 1746 August Wilhelm von Braunschweig-Bevern, General der Infanterie
- 1781 Levin Friedrich von Hacke, Generalleutnant
- 1785 Johann Georg Wilhelm von Keller, Generalleutnant
- 1786 Mathias Wilhelm von Below, Generalleutnant
- 1799 Friedrich Gisbert Wilhelm von Romberg, Generalleutnant

### Kommandanten
- 1729 Christian August zu Anhalt-Zerbst später Gouverneur
- 1741 Heinrich Karl von der Marwitz, Generalleutnant
- 1741 Carl Wilhelm von Bredow, Generalmajor
- 1747 Christian Gottfried von Uchtländer, Generalmajor
- 1752 Hans Otto von Treskow, Generalmajor
- 1754 Georg Friedrich von Amstel, Generalmajor
- 1762 Constantin Guido von Podewils, Generalmajor
- 1762 Nikolaus Lorenz von Puttkamer, Generalleutnant
- 1783 Johann Georg Ferdinand von Damm, Generalmajor
- 1797 Kurd Gottlob von Knobelsdorff, Generalmajor
- 1806–1813 französische Besetzung
- 1813 Christian Friedrich Wilhelm von Ploetz, Generalmajor
- 1814 Constantin von Lossau, Generalmajor, später Danzig
- 1815 Friedrich Adolf Ludwig von Bismarck, Generalmajor
- 1816 August Hiller von Gaertringen, Generalmajor, Kommandant, zuvor Minden
- 1817 Karl August Adolf von Krafft, Generalleutnant
- 1825 Konstantin von Zepelin, Generalmajor
- 1864 Franz von Boehn
- 1868 Alexander von Freyhold, Generalleutnant
- 1872 Leo von der Osten-Sacken, Generalmajor/Generalleutnant
- 1875 Georg von Ferentheil und Gruppenberg, Generalmajor/Generalleutnant

### 2. Kommandanten
(...)
- 1816–1832: Johann Joseph Franz Maximilian von Brixen, Generalmajor
- 1834–1845: Ludwig von der Schleuse, Generalmajor

(...)